# سفارة فرنسا في قبرص
سفارة فرنسا في قبرص هي أرفع تمثيل دبلوماسي لدولة فرنسا لدى قبرص. تقع السفارة في نيقوسيا وهي تهدف لتعزيز المصالح الفرنسية في قبرص.

## وصلات خارجية
- الموقع الرسمي
- قائمة سفارات فرنسا
- قائمة السفارات في قبرص